# Chaoburmus
Genre
Chaoburmus est un genre fossile de diptères de la famille des Chaoboridae.

## Liste d'espèces
Selon BioLib (6 juillet 2021) :
- † Chaoburmus amphilogos Lukashevich, 2011
- † Chaoburmus breviusculus Lukashevich, 2000
- † Chaoburmus victimaartis Lukashevich, 2000

## Publication originale
- (en) Elena D. Lukashevich, « Phantom midges (Diptera: Chaoboridae) from Burmese amber », Bulletin of the Natural History Museum, Geology Series, vol. 56,‎ 2000, p. 47-52 (ISSN 0968-0462).